# Elizabeth Lane
Elizabeth Lane, född 1905, död 1988, var en brittisk jurist.
Hon blev 1962 landets första kvinnliga High Court judge. 